# ژارکوواتس (روما)
ژارکوواتس (به صربی: Žarkovac) یک منطقهٔ مسکونی در صربستان است که در Ruma municipality واقع شده‌است. ژارکوواتس ۱٬۱۰۲ نفر جمعیت دارد.